# Bādshāhpur
Bādshāhpur är en ort i Indien.   Den ligger i distriktet Gurgaon och delstaten Haryana, i den norra delen av landet, 30 km sydväst om huvudstaden New Delhi. Bādshāhpur ligger 232 meter över havet och antalet invånare är 16 064.
Terrängen runt Bādshāhpur är platt. Runt Bādshāhpur är det tätbefolkat, med 735 invånare per kvadratkilometer. Närmaste större samhälle är Gurgaon, 7,8 km norr om Bādshāhpur. Trakten runt Bādshāhpur består till största delen av jordbruksmark.